# Mercedes-Benz SL-klass
Mercedes-Benz SL-Klass är en serie sport-/gran turismo-bilar, tillverkade av den tyska biltillverkaren Mercedes-Benz sedan 1955.

## R121 (1955-63)
Se vidare under huvudartikeln Mercedes-Benz R121.
190 SL förebådade hela SL-serien genom att lägga tyngdpunken på pålitlighet och långfärdskomfort, snarare än traditionella sportbilsegenskaper.

## W113 (1963-71)
Se vidare under huvudartikeln Mercedes-Benz W113.
Pagodan förde arvet vidare och med den sexcylindriga motorn hade man nu fått lite prestanda.

## R107 (1971-89)
Se vidare under huvudartikeln Mercedes-Benz R107.
R107 är den Mercedes som tillverkats under längst tidsperiod i modern tid. Den lyckades överleva under en epok där den öppna bilen tycktes dödsdömd.

## R129 (1989-2001)
Se vidare under huvudartikeln Mercedes-Benz R129.
R129 blev också en långkörare och etablerade SL-klassen som bästsäljare i sin nisch.

## R230 (2001-12)
Se vidare under huvudartikeln Mercedes-Benz R230.
R230 är något mer praktisk än sina föregångare, med sitt fällbara plåttak.

## R231 (2012-20)
Se vidare under huvudartikeln Mercedes-Benz R231.
Med R231 har Mercedes-Benz ansträngt sig för att reducera vikten, vilket stämmer bättre med modellnamnet.

## R232 (2021- )
Se vidare under huvudartikeln Mercedes-AMG R232.
Den nuvarande SL-modellen tillverkas av dotterbolaget Mercedes-AMG och ersätter även Mercedes-AMG GT Roadster.

## Bilder

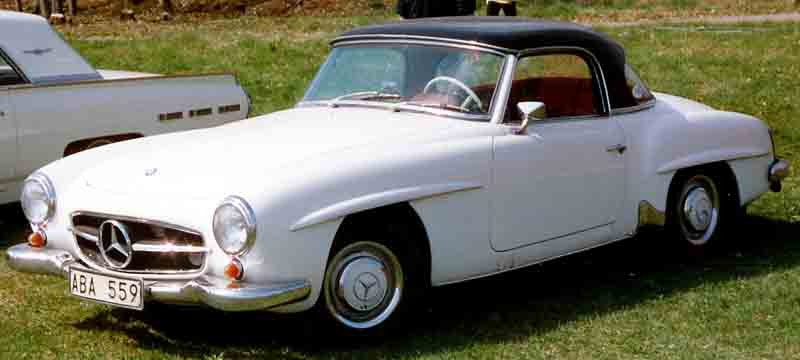
Mercedes-Benz 190 SL
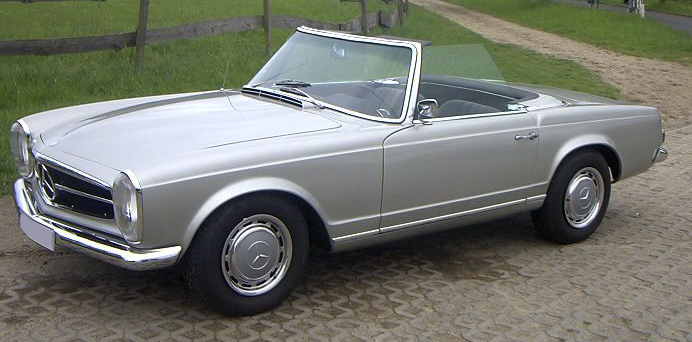
Mercedes-Benz 280 SL
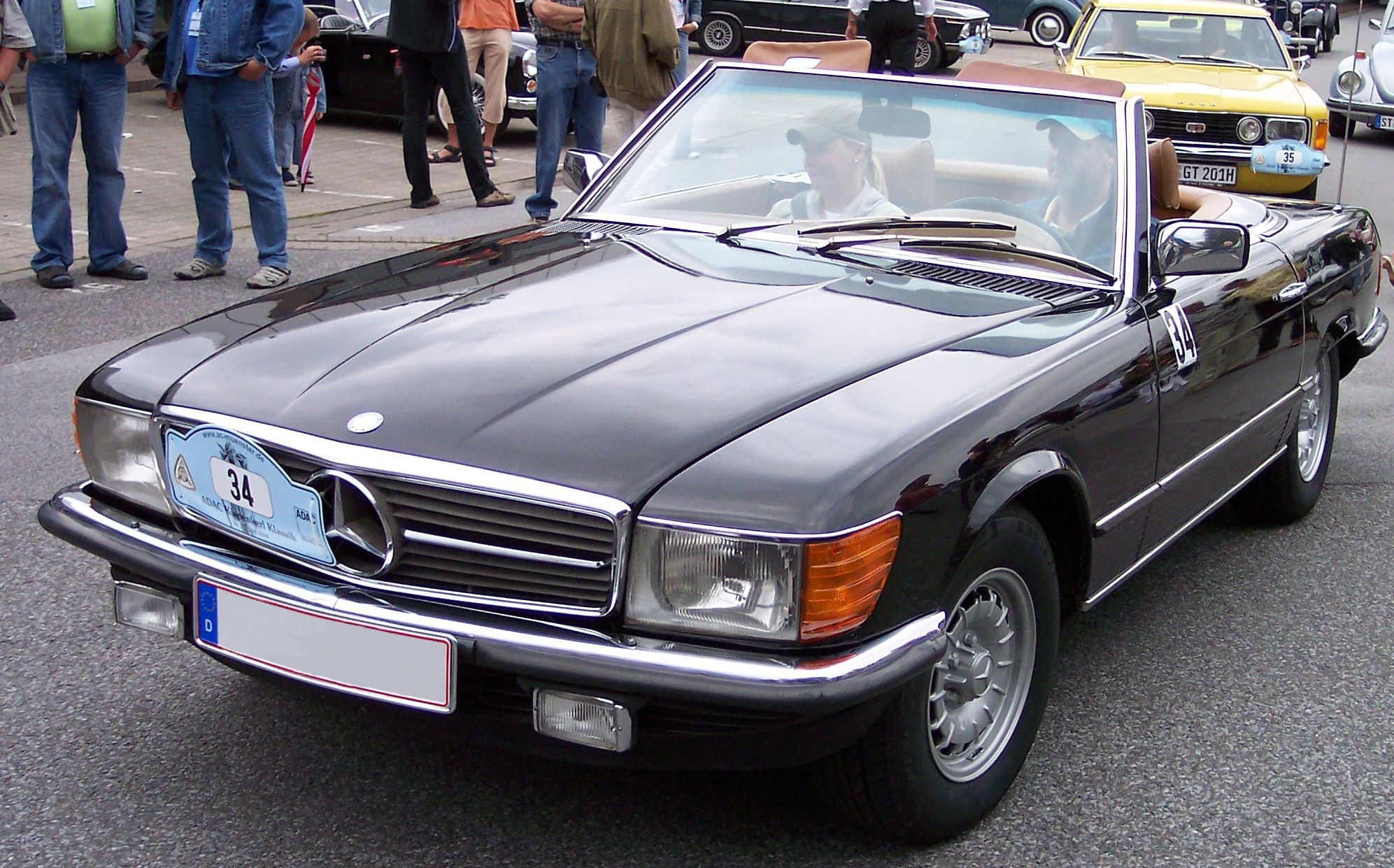
Mercedes-Benz 450 SL
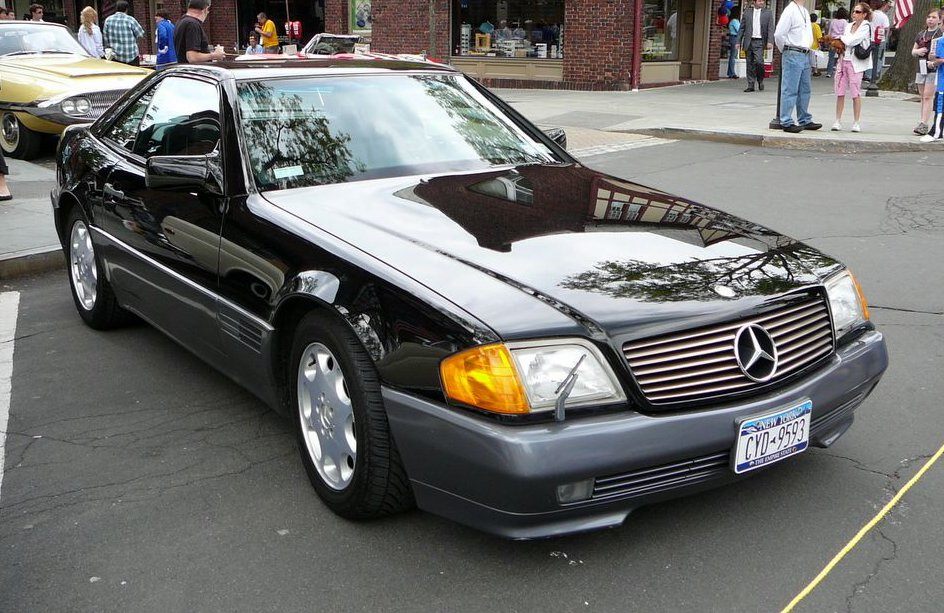
Mercedes-Benz 500 SL
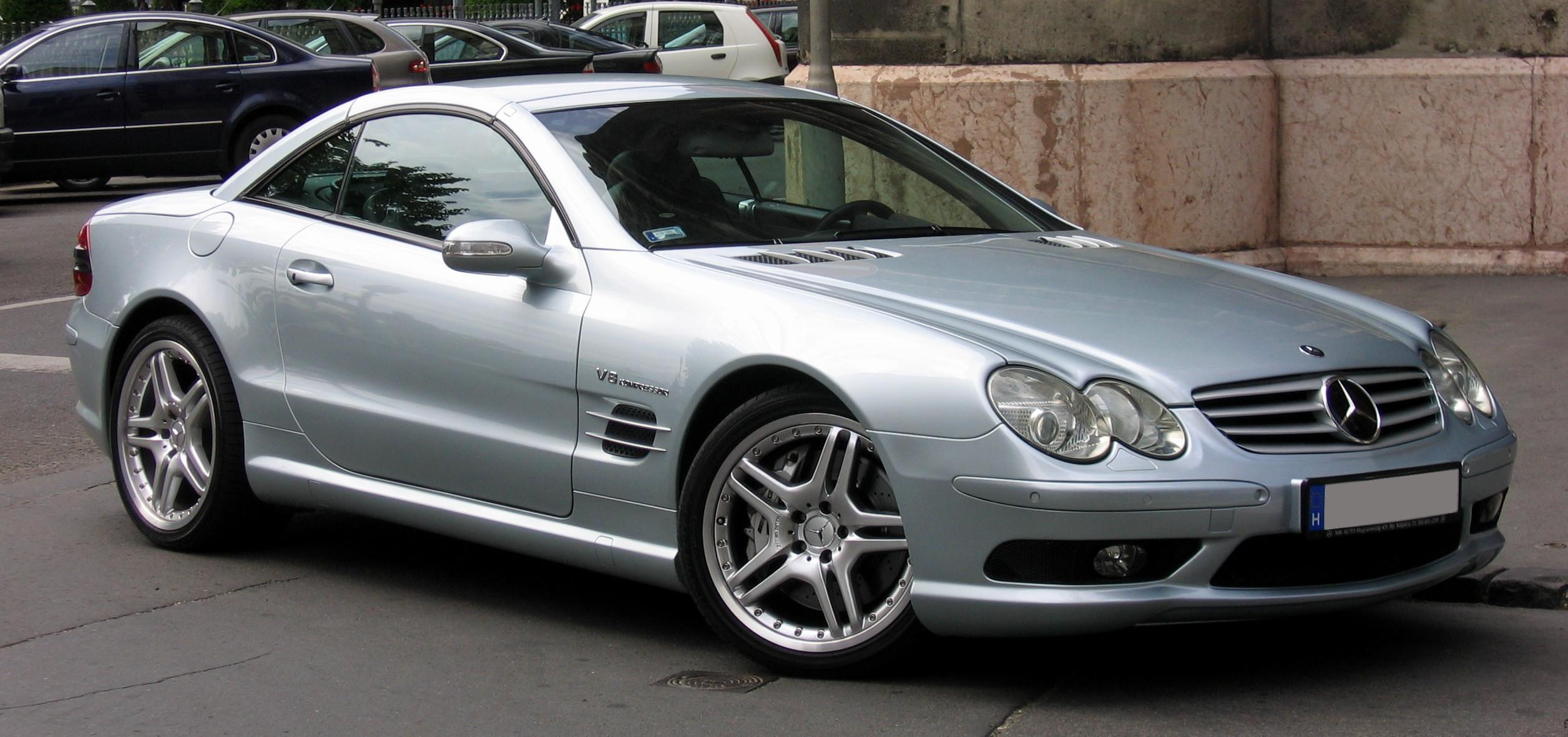
Mercedes-Benz SL55 AMG
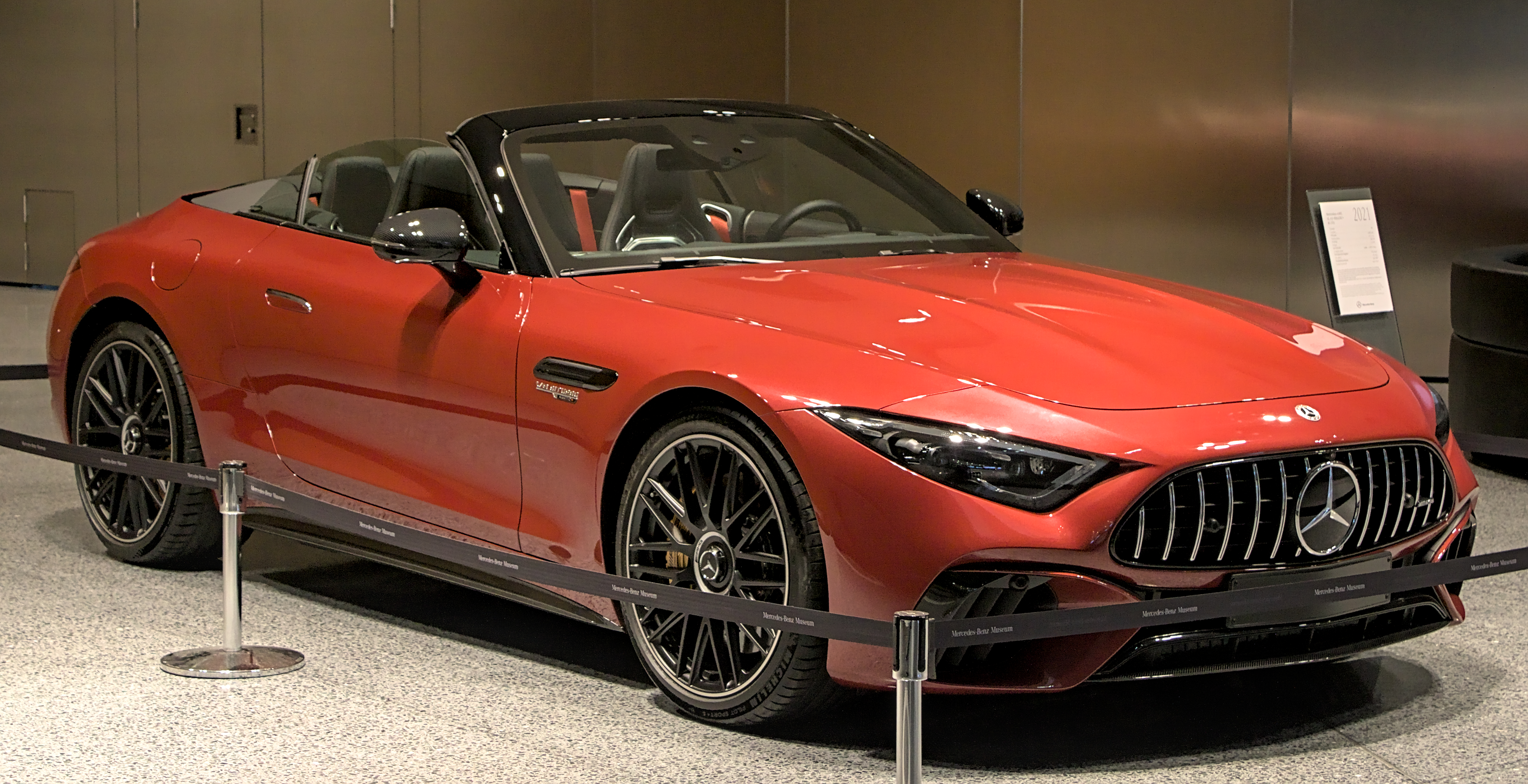
Mercedes-AMG SL63